# Sick Boy (álbum)
Sick Boy es el segundo álbum de estudio del dúo The Chainsmokers. Fue lanzado el 14 de diciembre de 2018 a través de Disruptor y Columbia Records. El álbum incluye colaboraciones con el DJ francés Aazar y el DJ estadounidense NGHTMRE, así como la coproducción de Sly, Chris Lyon y Shaun Frank, y los coescritores Emily Warren, Kate Morgan, Drew Love, Tony Ann, Corey Sanders y Chelsea Jade.

## Antecedentes
El álbum está compuesto por los 10 sencillos que lanzaron durante el 2018.
Sick Boy comenzó siendo un sencillo el 17 de enero de 2018, pasó a ser un EP el 20 de abril de 2018 y pasó a ser un álbum el 16 de diciembre de 2018.
El 17 de enero de 2018 The Chainsmokers lanzó el sencillo "Sick Boy", el 16 de febrero lanzaron "You Owe Me", El 16 de marzo "Everybody Hates Me". El 20 de abril de 2018 lanzaron "Somebody" junto a Drew Love, el 27 de julio lanzan "Side Effects" con las voces de Emily Warren, el 24 de agosto lanzan "Save Yourself" Junto al DJ NGHTMRE, después, el 18 de septiembre lanzan "This Feeling", con las Vocales de Kelsea Ballerini. El 26 de octubre lanzan "Siren"  junto al DJ Aazar. El 16 de noviembre lanzan "Beach House". El 14 de diciembre lanzan "Hope" Junto a Winona Oak para completar su segundo álbum de estudio Sick Boy.

## Track listing
Créditos adaptados de iTunes y Qobuz.
| N.º | Título                                | Escritor(es)                                                         | Productor(es)                  | Duración |  |
| 1.  | «This Feeling» (con Kelsea Ballerini) | Andrew Taggart, Alex Pall y Emily Warren                             | The Chainsmokers               | 3:17     |  |
| 2.  | «Beach House»                         | Taggart y Pall                                                       | The Chainsmokers               | 3:26     |  |
| 3.  | «Hope» (con Winona Oak)               | Taggart, Pall, Chris Lyon, Kate Morgan y Winona Oak                  | The Chainsmokers               | 3:00     |  |
| 4.  | «Somebody» (con Drew Love)            | Taggart, Drew Love, Warren y Pall                                    | The Chainsmokers               | 3:41     |  |
| 5.  | «Side Effects» (con Emily Warren)     | Taggart, Warren, Sylvester Willy Siversten, Tony Ann y Corey Sanders | The Chainsmokers y Sly         | 2:52     |  |
| 6.  | «Sick Boy»                            | Taggart, Pall, Warren y Ann                                          | The Chainsmokers y Shaun Frank | 3:13     |  |
| 7.  | «Everybody Hates Me»                  | Taggart y Warren                                                     | The Chainsmokers y Frank       | 3:43     |  |
| 8.  | «Siren» (con Aazar)                   | Taggart, Pall y Alexis Duvivier                                      | The Chainsmokers y Aazar       | 2:54     |  |
| 9.  | «You Owe Me»                          | Taggart, Pall, Warren y Chelsea Jade                                 | The Chainsmokers y Frank       | 3:10     |  |
| 10. | «Save Yourself» (y NGHTMRE)           | Taggart y Tyler Marenyi                                              | The Chainsmokers y NGHTMRE     | 3:30     |  |